# Guglielmo Pesenti
Guglielmo Pesenti, född 18 december 1933 i Sedrina, död 12 juli 2002 i Bergamo, var en italiensk tävlingscyklist.
Pesenti blev olympisk silvermedaljör i sprint vid sommarspelen 1956 i Melbourne.